# Eurema portoricensis
Eurema portoricensis is een vlinder uit de familie van de witjes (Pieridae). De wetenschappelijke naam van de soort is voor het eerst geldig gepubliceerd in 1877 door Hermann Dewitz.